# Jean-Marc Nattier

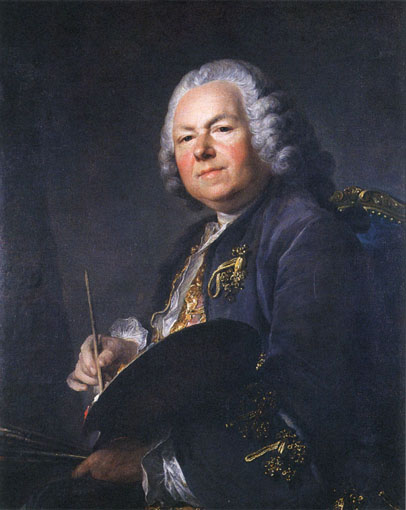
Jean-Marc Nattier, gemalt von Louis Tocqué (1720)

Jean-Marc Nattier (* 17. März 1685 in Paris; † 7. November 1766 ebenda) war ein französischer Maler des Rokoko. Auf der Höhe seiner Karriere war er galanter Maler der Damen der Hofgesellschaft Ludwigs XV.

## Leben
Nattier wurde als Sohn des Porträtisten Marc Nattier und der Miniaturmalerin Marie Courtois geboren. Sein Bruder war der Maler Jean-Baptiste Nattier. Seine ersten künstlerischen Schritte lernte er von seinem Vater und seinem Onkel, dem Historienmaler Jean Jouvenet. Schon früh zeigte sich sein Talent: Mit fünfzehn Jahren gewann er den Preis der Académie royale für seine Zeichnungen. Er verzichtete jedoch auf den gewonnenen Platz an der Académie de France in Rom und fertigte stattdessen eine Folge von Zeichnungen von Peter Paul Rubens’ Medici-Zyklus im Palais du Luxembourg; die Veröffentlichung der Kupferstiche nach seinen Zeichnungen (gestochen von Pierre-Jean Mariette) 1710 machte Nattier erstmals bekannt. Sein späterer Ruhm soll ihm schon von Ludwig XIV. vorausgesagt worden sein, als dieser einige von Nattiers Zeichnungen sah: „Machen Sie weiter, Nattier, und Sie werden ein großer Mann.“
1703 schrieb sich Nattier als Schüler an der Académie royale ein. 1715 wurde er als vorläufiges Mitglied, am 29. Oktober 1718 mit dem Aufnahmestück Perseus versteinert Phineus und seine Begleiter mit dem Haupt der Medusa (frz. Originaltitel: Persée, assisté par Minerve, pétrifie Phinée et ses compagnons en leur présentant la tête de Méduse, Musée de Tours) als Vollmitglied in die Akademie aufgenommen. 1752 wurde er zum Professor ernannt.
1716 begab er sich mit dem Gesandten Peters des Großen nach Amsterdam, wo er einige Persönlichkeiten des russischen Hofes malte. Danach begab er sich nach Den Haag, um die Kaiserin Katharina I. (1717, Eremitage, St. Petersburg) zu porträtieren, womit ihm wiederum das Wohlwollen des Zaren zufiel, dessen Porträt er schließlich, zurück in Paris malte. Auch eine Darstellung der Schlacht bei Poltawa fertigte er im Auftrag des Zaren. Als er jedoch dessen Angebot, nach Russland zu kommen, ausschlug, kehrte Peter der Große ihm den Rücken und verließ Paris, ohne die Königsporträts zu bezahlen.
Der Zusammenbruch des Bankensystems von John Law 1720 bedeutete auch für Nattier den Verlust seines Vermögens, sodass er sich auf die lukrativere Porträtmalerei konzentrieren musste, worin er schnell großes Ansehen erlangte. Er wurde offizieller Porträtist der Familie d'Orléans und 1748 Porträtmaler am Hofe Ludwigs XV. Nach und nach erweckte er ein altes Genre wieder zum Leben, nämlich das des allegorischen Porträts, in dem er eine lebende Persönlichkeit als Gottheit des Olymp oder als allegorische Figur darstellte. Diese anmutigen Porträts waren bei den Hofdamen Ludwigs XV. sehr beliebt, unter anderem, weil sie erlaubten, die Modellsitzende trotz Vermeidung eventueller Unschönheiten in ihrer Persönlichkeit darzustellen. Damit wurde er gleichfalls der Erfinder des „Portrait histoiré“. Ein gutes Beispiel ist etwa das Porträt der königlichen Mätresse Madame de Pompadour als Diana. Ab den 1740er-Jahren veränderten sich die Geschmäcker und Nattiers Porträts wurden schlichter, so zum Beispiel das Porträt von Maria Leszczyńska von 1748 (u. a. Versailles sowie Musée des Beaux-Arts, Dijon) – das letzte Porträt, für das die Königin Modell saß.
Jean Philippe François d’Orléans beauftragte Nattier, die Ausstattung seines Stadtpalais zu beenden, begonnen von Jean Raoux. Nach dem Tod seines Auftraggebers verkaufte der Prinz von Conti dessen gesamten Gemäldebestand und sonstigen Besitztümer. Von diesem Ausverkauf seiner Werke durch Auktion entsetzt, ersteigerte Nattier selbst einige seiner besten Gemälde.
Von 1737 bis 1763 stellte Nattier im Pariser Salon aus, wo er für seine Gemälde und Pastelle sowie seine feinen und weichen Farben gelobt wurde.
In späten Jahren begann sein Stern zu sinken und seine Gönner wandten sich von ihm ab. Sein Sohn, in dessen Malerkarriere Nattier große Hoffnungen gesetzt hatte, ertrank als Stipendiat der Académie in Rom im Tiber. Zwei seiner Töchter heirateten die Maler Charles-Michel-Ange Challe und Louis Tocqué; Letzterer sollte Nattiers talentiertester Schüler werden. Die letzten vier Jahre seines Lebens verbrachte er krank und bettlägerig. 1766 starb er 81-jährig und verarmt.
Unter den Persönlichkeiten der Zeit, die Nattier porträtierte, waren unter anderem der Maréchal de Saxe (Gemäldegalerie Dresden), Kaiserin Maria Theresia von Österreich (Museum Brüssel), Louis, Dauphin von Frankreich, dessen Frau Maria Theresia von Spanien, die Töchter des Regenten Philippe II., Philippine Élisabeth sowie Louise Diane und Marie Anne de Bourbon-Condé. Außerdem porträtierte er die acht Töchter von König Ludwig XV., darunter Madame Henriette und Madame Adélaïde, deren Bildnisse im Pariser Salon von 1758 ausgestellt wurden und sich heute im Schloss Versailles befinden.

## Werke (Auswahl)

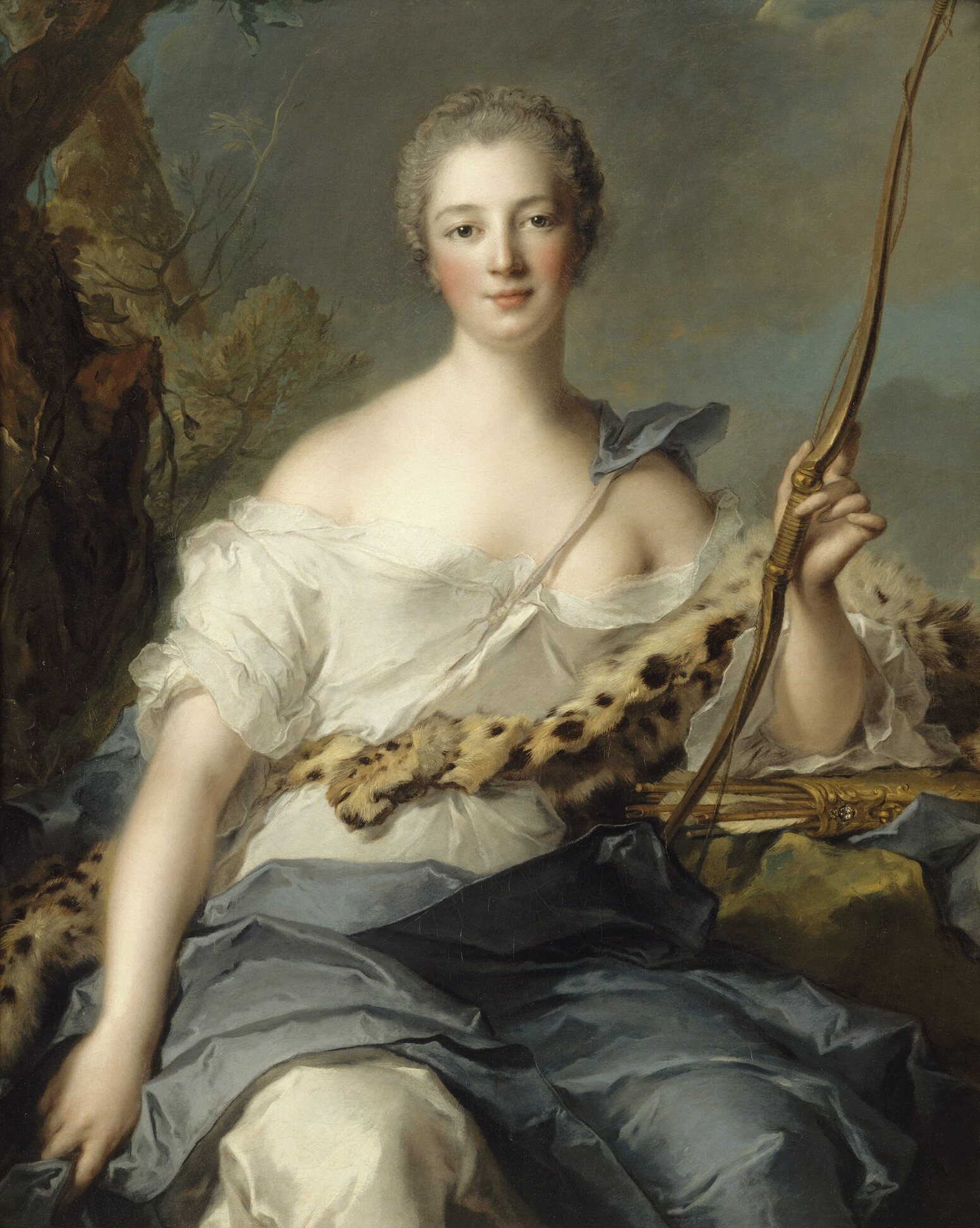
Madame de Pompadour als Diana (1746) (Museum, Versailles)
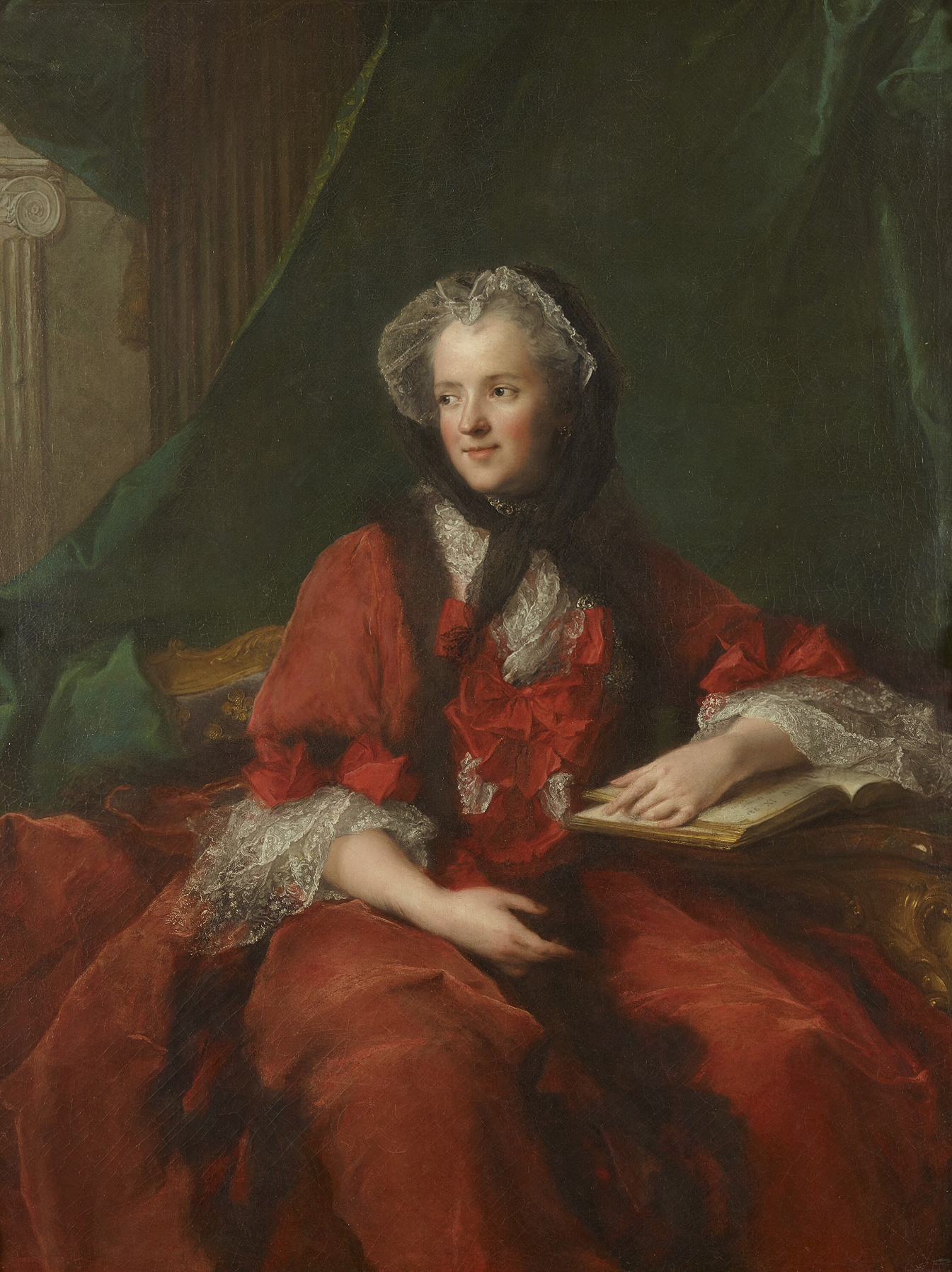
Porträt der Königin Maria Leczinska (1748)
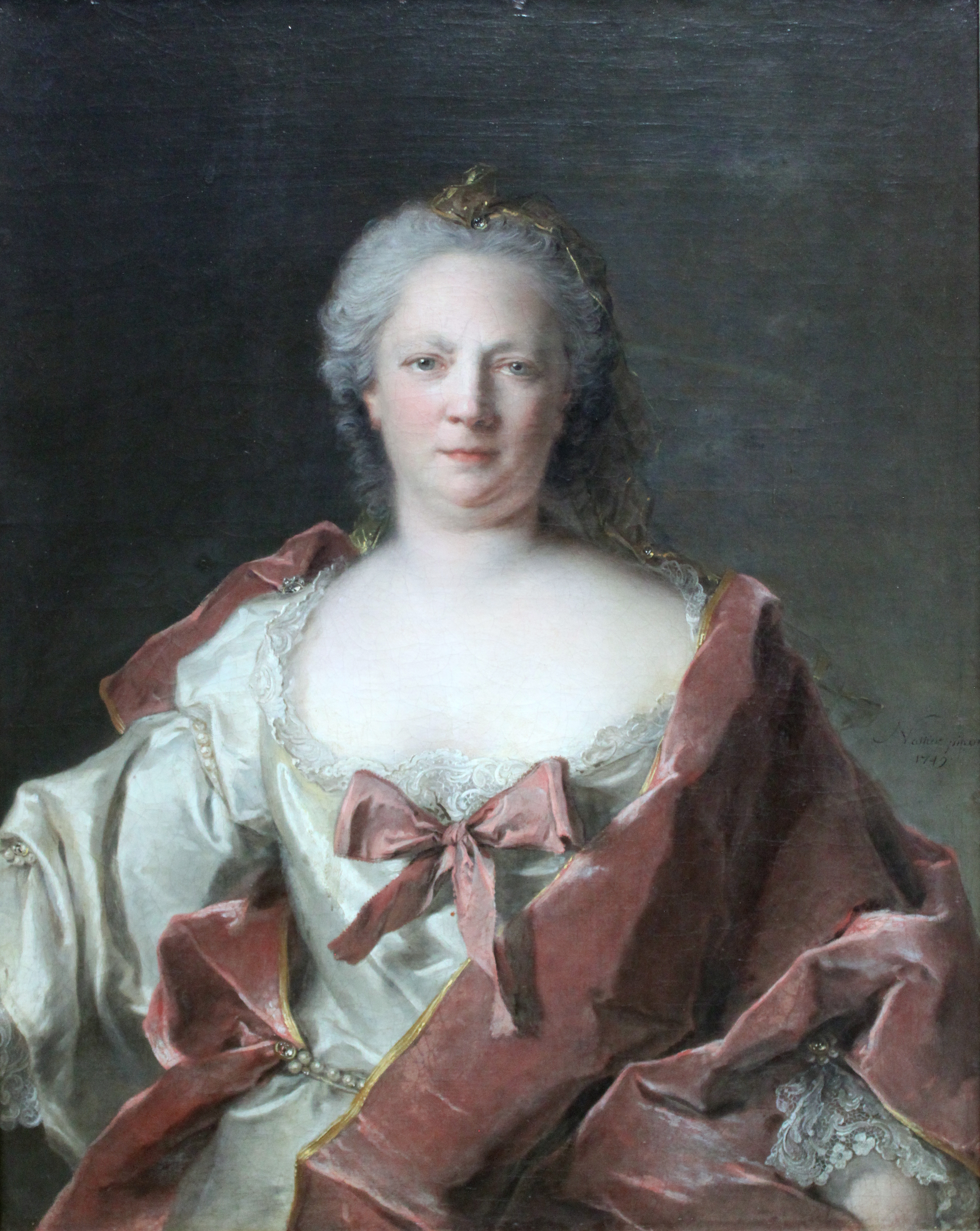
Anna Elisabeth Leerse, 1749, Städelsches Kunstinstitut
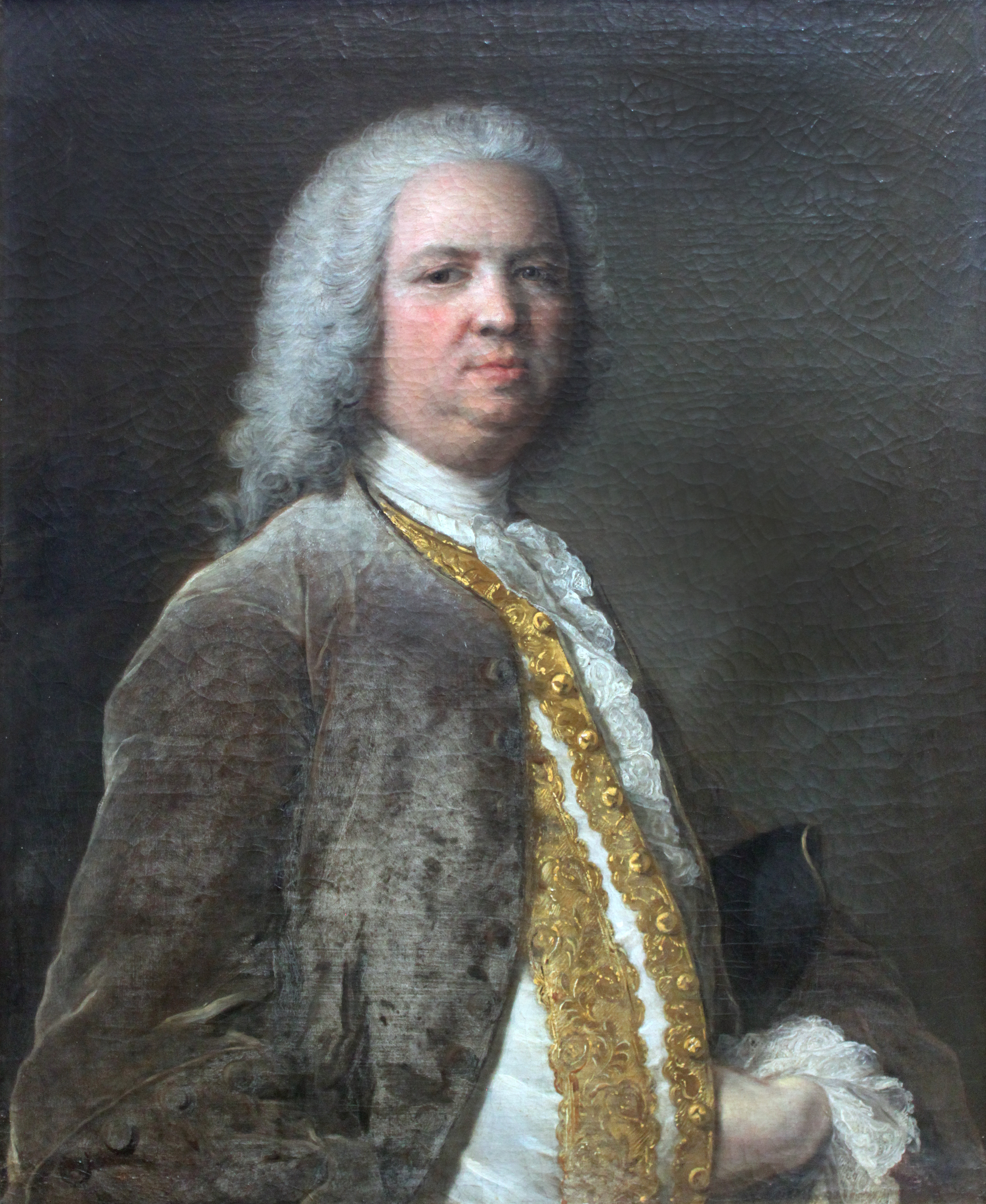
Johann Georg Leerse, 1749, Städelsches Kunstinstitut